# Наташа Кандич
Наташа Кандич (серб. Наташа Кандић / Nataša Kandić) — громадська діячка Сербії, правозахисниця. Кандич була фундатором Центру гуманітарного права (Белград), який потім очолювала. Дослідницькі роботи Кандич використовувалися в роботі з розслідування злочинів у Міжнародному трибуналі з колишньої Югославії.

## Біографія
Народилася 16 грудня 1946 року у місті Крагуєваць (Сербія). За освітою — соціолог. До воєнних конфліктів у Югославії працювала профспілковим аналітиком. Після опублікування книги «Косовський вузол: розв'язати чи розрубати?», написаної колективом авторів, Кандич було звільнено (1990). З початком війни у Хорватії Кандич та її друзі проводили акції проти політики держави, з 8 жовтня 1991 року до 8 лютого 1992 року вони щодня запалювали свічки біля палацу президента Сербії на згадку про загиблих у війні. З листопада 1991 року до травня 1992 року керувала кампанією з проведення референдуму проти мобілізації громадян Сербії на війну в Хорватії. Брала участь в організації найбільшої акції в Сербії, спрямованої проти бомбардування Сараєва, — Чорний креп. Для документування воєнних злочинів, скоєних за етнічною ознакою, у листопаді 1992 року заснувала Центр гуманітарного права.
У квітні 2004 року була причетна до створення мережі центрів документування та розслідування воєнних злочинів.
У лютому 2009 року була засуджена четвертим районним судом Белграда до штрафу на 200 тисяч сербських динарів за наклеп на адресу Томислава Николича: 2006 року вона нібито оприлюднила неправдиві відомості в одній із телепередач на каналі «B92», що Николич брав участь у злочинах проти цивільного населення хорватському селі Антин 1991 року. Окружний суд Белграда скасував вирок у червні 2009.
Авторка фільму «Викрадення» (2003).

## Нагороди
Премія імені Мартіна Енналса Martin Ennals Award (1999).
Премією Homo homini нагороджено у 2003 році разом із Центром гуманітарного права, у церемонії нагородження брав участь Вацлав Гавел.
Почесний громадянин Сараєво (2005).
Орден Даниці Хорватської «за внесок у поширення моральних цінностей» (2006) нагороду вручив президент Хорватії.